# Паскуантино, Винни
Винсент Джозеф Паскуантино (англ. Vincent Joseph Pasquantino; 10 октября 1997, Ричмонд, Виргиния) — американский бейсболист, игрок первой базы клуба Главной лиги бейсбола «Канзас-Сити Роялс». На студенческом уровне выступал за команду университета Олд Доминион.

## Биография

### Ранние годы и карьера в колледже
Винни Паскуантино родился 10 октября 1997 года. Один из двух сыновей в семье. Учился в старшей школе Джеймс Ривер в Мидлотиане, играл в составе её бейсбольной команды. Его показатель отбивания по итогам школьной карьеры составил 44,4 %, дважды Паскуантино включали в состав сборной звёзд конференции.
После окончания школы он поступил в университет Олд Доминион. В своём первом сезоне в 2017 году Паскуантино занял место основного первого базового команды, провёл 58 матчей с показателем эффективности 32,1 % и 38 RBI. По итогам года его включили в состав сборной новичков конференции США. В сезоне 2018 года он сыграл в 27 матчах, после чего получил травму спины и пропустил оставшуюся часть турнира. В одной из игр Паскуантино повторил рекорд университета, выбив шесть хитов в шести выходах на биту. Его показатель отбивания составил 29,9 %, а надёжность игры в защите — 99,6 %.

### Выступления в младших лигах
В сезоне 2019 года Паскуантино сыграл 56 матчей с эффективностью 30,2 %, он набрал 55 RBI и стал лидером команды с 16 выбитыми хоум-ранами. Летом того же года на драфте Главной лиги бейсбола он был выбран клубом «Канзас-Сити Роялс» в одиннадцатом раунде под общим 391 номером. На профессиональном уровне он дебютировал в команде Аппалачской лиги «Берлингтон Роялс», выиграв с ней чемпионский титул. В 57 играх сезона Паскуантино выбил 14 хоум-ранов, его показатель отбивания составил 29,4 %. В 2020 году игры младших лиг были отменены и на поле в официальных матчах он не выходил. По ходу сезона 2021 года Паскуантино провёл 116 матчей за «Квад-Ситиз Ривер Бэндитс» и «Нортвест Арканзас Нэйчуралс». Его атакующая эффективность составила 30,0 %, он выделялся дисциплиной на бите, заработав 64 уока при 64 страйкаутах. По ходу сезона улучшились и его навыки игры в защите. По совокупности игровых характеристик и телосложения Паскуантино сравнивали с Энтони Риццо.

### Главная лига бейсбола
Перед началом сезона 2022 года Паскуантино занимал третье место в рейтинге лучших молодых игроков «Роялс». Первую его часть он провёл в команде AAA-лиги «Омаха Сторм Чейзерс», в 69 матчах отбивая с эффективностью 28,0 % с 18 хоум-ранами и 67 RBI. В конце июня он был вызван в основной состав «Канзас-Сити» и дебютировал в Главной лиге бейсбола.